# Michael Nutter

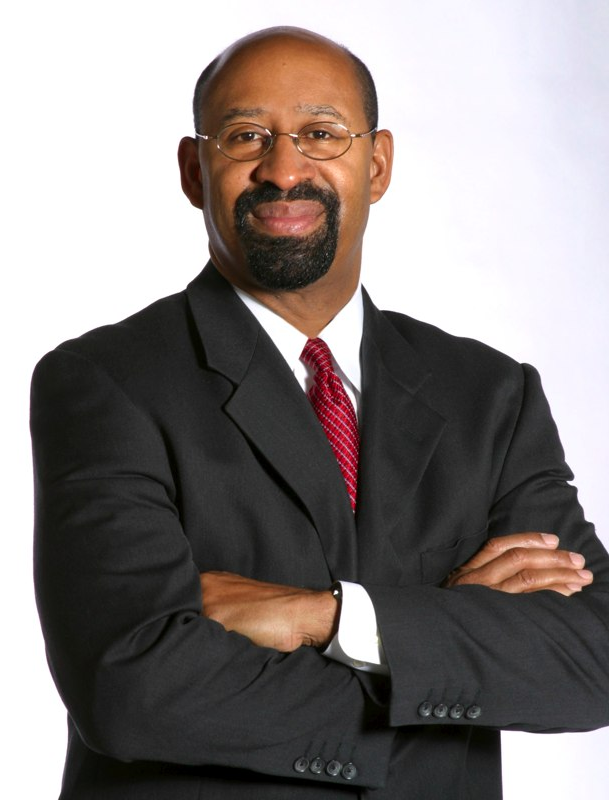
Michael Nutter (2006)

Michael Anthony „Mike“ Nutter (* 29. Juni 1957 in Cobbs Creek, Philadelphia) war der 98. Bürgermeister von Philadelphia, Pennsylvania, USA. Er wurde am 6. November 2007 als Nachfolger von John Street gewählt und am 7. Januar 2008 im Amt vereidigt. 2012 wurde er für eine zweite Amtszeit wiedergewählt. Er ist Mitglied der Demokraten. Vor seiner Wahl zum Bürgermeister war er von 1992 bis 2006 Mitglied des Stadtrates von Philadelphia.

## Frühes Leben und Bildung
Nutter wurde in Philadelphia, Pennsylvania, geboren und wuchs in West Philadelphia auf. Er wurde katholisch erzogen und besuchte die Grundschule an der Transfiguration of Our Lord Catholic Elementary School und später die St. Joseph’s Preparatory School in North Philadelphia. Er schloss 1979 sein Studium an der Wharton School der University of Pennsylvania mit einem Abschluss in Betriebswirtschaft ab. Während seines zweiten Jahres am College begann er als DJ im Club Impulse in Philadelphia zu arbeiten, wo er als Mix Master Mike bekannt war. Nach seinem College-Abschluss begann Nutter bei Xerox und dann bei einem Investmentbanking-Unternehmen zu arbeiten. Während seiner Amtszeit arbeitete Nutter gelegentlich als DJ und Sänger.
Michael Nutter ist Mitglied der Mt. Carmel Baptist Church in West Philadelphia.

## Werke
- Mayor: The Best Job in Politics. University of Pennsylvania, Philadelphia 2018, ISBN 978-0-8122-5002-2.